# General Santos City

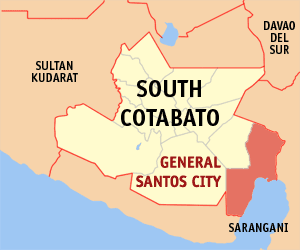
General Santos Citys läge i Södra Cotabato.

General Santos City är en stad på ön Mindanao i Filippinerna. Den är belägen i provinsen Södra Cotabato i regionen SOCCSKSARGEN och har 411 822 invånare (folkräkning 1 maj 2000). Staden är uppkallad efter generalen Paulino Santos (1890–1945), som var överbefälhavare för den filippinska armén från 1936 till 1938.
Staden är indelad i 26 smådistrikt, barangayer, varav 9 är klassificerade som landsbygdsdistrikt och 17 som tätortsdistrikt.